# Stálý dvůr mezinárodní spravedlnosti
Stálý dvůr mezinárodní spravedlnosti (SDMS; anglicky Permanent Court of International Justice) byl prvním celosvětovým soudem. Založen byl na základě článku 14 Paktu Společnosti národů.

## Historie
Statut Stálého dvora mezinárodní spravedlnosti byl členy Společnosti národů přijat 16. prosince 1920 Signatárním protokolem a účinnosti nabyl 8. října 1921. Revidován byl jen jednou, v roce 1929, s účinností od roku 1936.
Soud sídlil v nizozemském Haagu v Paláci míru. Činnost započal 30. ledna 1922 a poslední zasedání se konalo 4. prosince 1939. Kvůli německé okupaci se přemístil do Ženevy, ale ve své činnosti už nepokračoval. Formálně byl rozpuštěn v roce 1946.
Jeho nástupcem se stal Mezinárodní soudní dvůr, který je však na rozdíl SDMS orgánem Organizace spojených národů (SDMS orgánem Společnosti národů nebyl).

## Prezidenti Stálého dvora mezinárodní spravedlnosti
- Bernard Loder (Nizozemsko) 1921–1924
- Hans Max Huber (Švýcarsko) 1925–1927
- Dionisio Anzilotti (Itálie) 1928–1930
- Mineitciro Adacti (Japonsko) 1931–1934
- Sir Cecil Hurst (Spojené království) 1934–1936
- José Gustavo Guerrero (Salvador) 1936–1945

## Poštovní známka
V roce 1934 nizozemská poštovní správa pro potřebu soudního dvora opatřila řadu známek své země přetiskem COUR PERMANENTE DE JUSTICE INTERNATIONALE.